# كريستوفر بالمر
كريستوفر بالمر (بالإنجليزية: Christopher Palmer)‏ هو كاتب سير ومنتج أسطوانات وملحن بريطاني، ولد في 9 سبتمبر 1946، وتوفي في 22 يناير 1995.

## وصلات خارجية
- كريستوفر بالمر على موقع IMDb (الإنجليزية)
- كريستوفر بالمر على موقع ميوزك برينز (الإنجليزية)
- كريستوفر بالمر على موقع ديسكوغز (الإنجليزية)